# Stephan Braunfels
Stephan Braunfels (Überlingen, 1º agosto 1950) è un architetto tedesco.

## Biografia
Stephan Braunfels, nipote del compositore Walter Braunfels, studiò architettura dal 1970 al 1975 presso la Technische Universität di Monaco di Baviera. Nel 1978 fondò a Monaco un proprio studio architettonico e nel 1996 ne aprì un altro a Berlino. Nel 2004 vinse la cattedra di professore alla Technische Fachhochschule di Berlino (TFH Berlin).

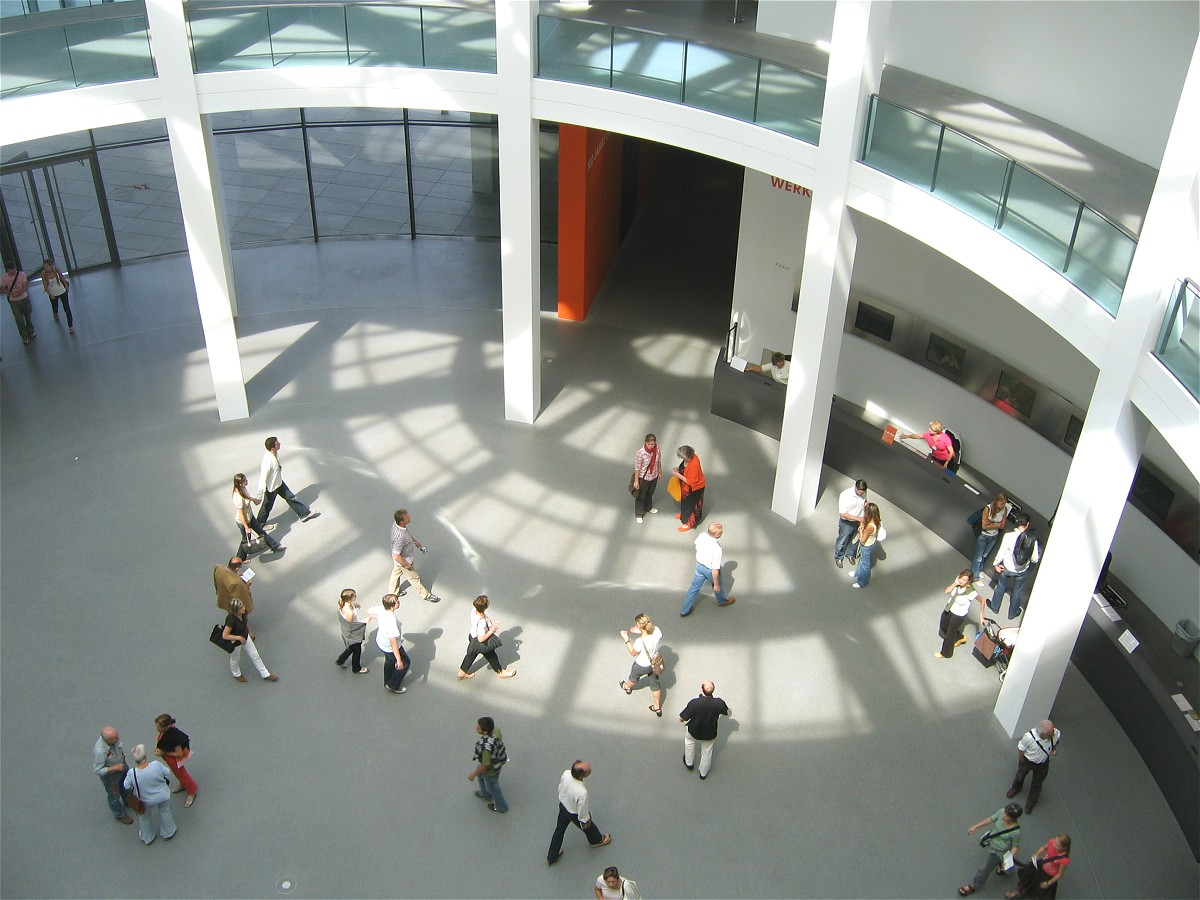
Pinacoteca dell'Arte Moderna Monaco dettaglio

## Opere
Una delle sue più celebri costruzioni è la Pinacoteca dell'Arte Moderna a Monaco di Baviera, progettata nel 1992 e inaugurata dieci anni dopo. Nel 1994 si aggiudicò il progetto della Paul-Löbe-Haus presso la sede del parlamento tedesco a Berlino, aperta nel 2001. Un altro edificio dello stesso complesso, la Marie-Elisabeth-Lüders-Haus, fu progettato da Braunfels nel 1996 e inaugurato nel 2003.